# Horst Söhnlein
Horst Söhnlein (ur. 13 października 1943) – niemiecki działacz lewicowy, działacz ruchu studenckiego 1968 roku i opozycji pozaparlamentarnej (tzw. APO), sympatyk RAF.
We wczesnych latach 60. założył w Monachium "action - Theater", który był później prowadzony przez Rainera Wernera Fassbindera. Wraz z późniejszymi terrorystami z RAF – Andreasem Baaderem, Gudrun Ensslin i wspólnikiem Thorwaldem Prollem 2 kwietnia 1968 podpalił domy handlowe we Frankfurcie nad Menem. Po popełnieniu przestępstwa został aresztowany i skazany.